# Plátano

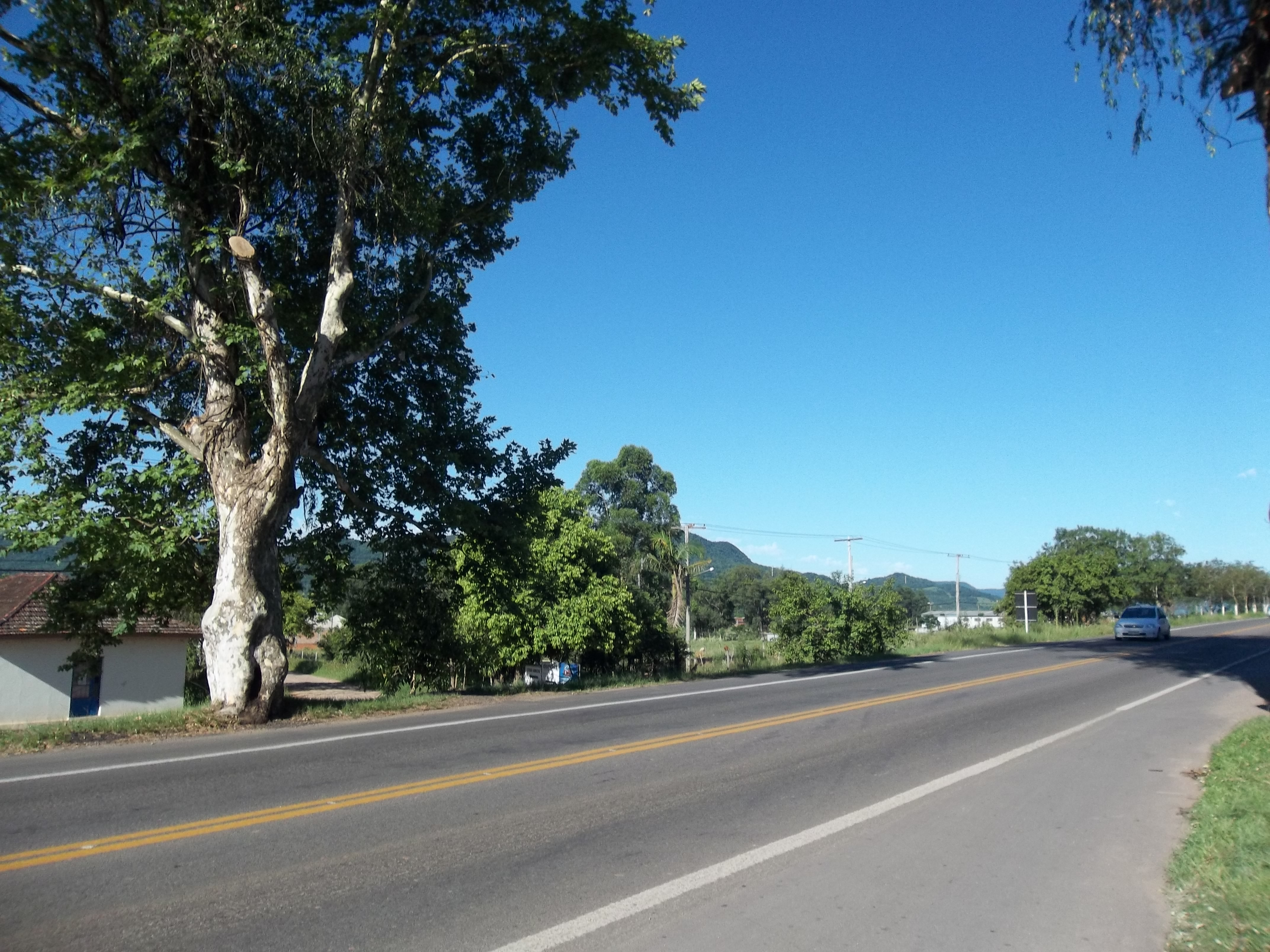
A árvore dá nome a um dos bairros de Santa Maria, no estado brasileiro do Rio Grande do Sul: Pé de Plátano. Na foto a direita um plátano e aos fundos o bairro que homenageia a planta comum na região.

Os plátanos são árvores do gênero Platanus, da família Platanaceae, as quais são nativas da Eurásia e da América do Norte. São típicas dos climas subtropical e temperado. No geral, são árvores de interesse ornamental, podendo atingir entre 40 e 50 metros de altura. Elas são comuns em florestas temperadas e subtropicais. Possuem folhas lobadas semelhantes às do bordo, que ficam avermelhadas no outono antes de caírem no inverno, diferenciando-se, porém, dos bordos pelas flores reunidas em inflorescências globosas, em contraste com os amentos presentes nos bordos, e também pela ausência de resina nos plátanos, entre outras diferenças estruturais menores.
O género Platanus compreende dez espécies e vários híbridos, cultivados para fins ornamentais. Os exemplares mais antigos deste grupo datam do Cretácico (ca. 115 milhões de anos).
Muitas vezes, crê-se que a folha do plátano é a que está simbolizada na bandeira do Canadá. No entanto, a folha ilustrada é a de bordo vermelho; a confusão ocorre devido à semelhança física entre elas. As duas árvores pertencem a gêneros diferentes: plátano (Platanus) e bordo (Acer).
As mudas são feitas por sementes que passam todo o inverno na árvore só estão maduras quando começam a se dispersar, soltar do ouriço ou por estaquia, galhos cortados da árvore no inverno com cerca de 20 cm, antes de colocar na terra (substrato arenoso) aconselha-se deixar uma noite numa solução com enraizador.
O mês de Julho é propício à propagação do plátano por estaquia. 
Detalhe: o plátano desenvolve-se muito rápido. 

## Etimologia
"Plátano" originou-se do grego plátanos, pelo latim platanu.

## História cultural

### Mitologia grega
Em lendas e tradições gregas, o plátano era associado às ninfas, em particular à personificação de Helena e a eventos da Guerra de Troia. Platanê era uma palavra que no dialeto espartano significava "ninfa", e na ilha de Lesbos uma inscrição denomina uma ninfa de Plataneis. Segundo Pausânias, um culto dórico na ilha de Rodes adorava a Helena Dendritis (Helena das Árvores). No poema de Teócrito Epitalâmio a Helena, são-lhe feitas oferendas sob um plátano: 
"E uma redação dórica seja escrita na casca para aquele que passa notar,

“Eu sou a árvore de Helena; adora-me.”"
A Academia, fundada por Platão em Atenas, foi estabelecida nos campos dedicados a Academo, herói grego que teve participação em um resgate de Helena. Os relatos indicam que abundavam plátanos no local. Devido a isso, Tímon de Flios realizou um trocadilho com o nome de Platão em seus versos:
"Um peixe-plano liderava todos eles, mas este era um que falava,
e que voz doce nisso! Em seus escritos, ele combina com as cigarras,

derramando suas músicas liriais da árvore de Academo."

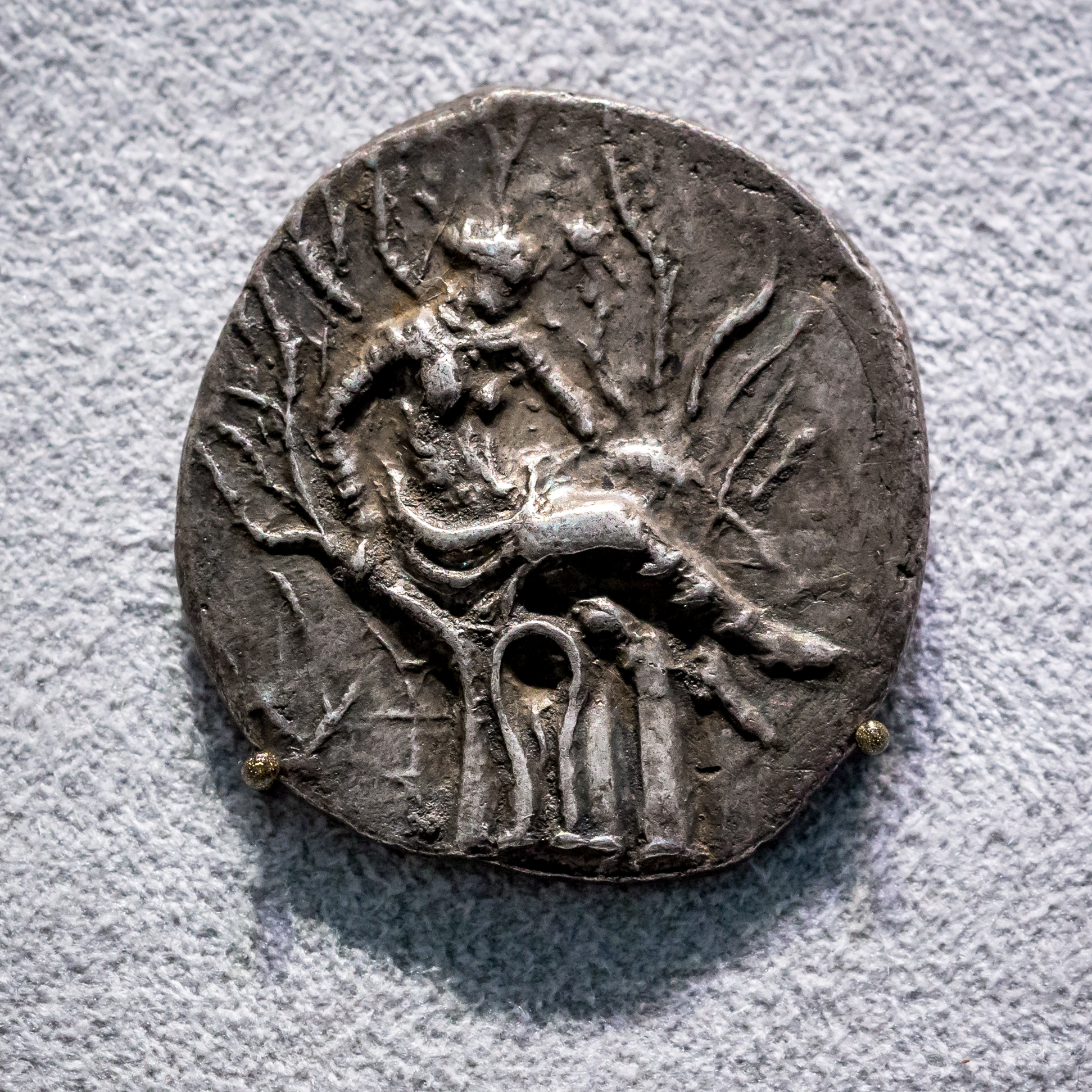
Estáter grego (século IV a.C.) com Europa sentada sobre o plátano

Platão teria feito recurso poético ao mito de Helena e referência à própria Academia em seu diálogo Fedro, quando põe Sócrates sentado sob essa árvore na introdução. Segundo Andrea Capra, Sócrates considerou-a uma deusa que figura a própria presença física da Helena: "Juro a você - mas por quem, por quem entre os deuses? Que tal este plátano aqui?". Segundo Capra, referências à estátua erigida a Sócrates na Academia após sua morte e, posteriormente, à de Platão, indicam que elas teriam sido postas sob um plátano.
Por causa de Platão, a árvore também desempenhou um papel importante no cenário do De Oratore de Cícero. Além da Academia de Platão, as árvores também forneceriam a sombra sob a qual a escola de Aristóteles era mantida.
No mito do estupro de Europa por Zeus, sob a forma de touro, com quem teve os filhos Minos, Radamanto e Sarpedão, é reportado por Teofrasto que havia na cidade de Gortina, em Creta, um plátano cujas folhas não caíam, pois se conta que sob ela teria ocorrido o hieros gamos. Isso também é relatado por Plínio, o Velho.
Um relato de Heródoto indica que Xerxes, a caminho de Sardis em sua marcha à invasão da Grécia, pousou sob um plátano e ofereceu-lhe ornamentos de ouro de presente, além de designar um guardião para nela ficar de posto para sempre. Isso posteriormente inspirou a composição de Handel Ombra mai fu.

## Espécies e origem
- Platanus kerrii (Laos, Vietname)
- Platanus chiapensis (SE México)
- Platanus gentryi (W México)
- Platanus mexicana (NE e México central)
- Platanus oaxacana (S Mexico)
- Platanus orientalis (SE Europa, SW Ásia)
- Platanus occidentalis (E América do Norte)
- Platanus racemosa (Califórnia)
- Platanus rzedowskii (E México)
- Platanus wrightii (Arizona, Novo México, NW México)
- Platanus × hispanica (cultivar)

## Classificação do gênero
| Sistema | Classificação                     | Referência               |
| ------- | --------------------------------- | ------------------------ |
| Linné   | Classe Monoecia, ordem Polyandria | Species plantarum (1753) |